# Heteropoda crassa
Heteropoda crassa là một loài nhện trong họ Sparassidae.
Loài này thuộc chi Heteropoda. Heteropoda crassa được Eugène Simon miêu tả năm 1880.